# Гарсиа Оливер, Хуан
Хуан Гарсиа Оливер (1901, Реус, провинция Таррагона — 1980, Гвадалахара, Мексика) — деятель испанского рабочего и анархистского движения, анархо-синдикалистский революционер.

## Биография
Во время всеобщей забастовки 1917 года юный Гарсиа Оливер прибыл в Барселону и был вовлечен в профсоюзную деятельность. Вместе с Буэнавентурой Дуррути и Рикардо Санс Гарсией учредил Los Solidarios — анархистскую группу, взявшую ответственность за ряд терактов, включая покушение на короля Альфонсо XIII. В 1920 году он присоединился к Национальной конфедерации труда.
Был одним из самых ярых противников умеренного синдикалистского течения во главе с Анхелем Пестаньей (которое было скептически настроено к тактике внутренней группы из НКТ, Федерации анархистов Иберии, ФАИ). Когда те откололись от НКТ в конце 1932 года в отдельную Синдикалистскую партию, Гарсиа Оливер практически на безальтернативной основе продвигал насильственные средства борьбы, которые он поддерживал со времён диктатуры Мигеля Примо де Риверы.
Гарсиа Оливер в конечном счете стал лидером ФАИ. В начале испанской гражданской войны 1936—1939 годов — руководитель антифашистской милиции Каталонии (июль — сентябрь 1936). Когда НКТ неохотно вступила в правительство Народного фронта, Гарсиа Оливер занял пост министра юстиции в кабинете Франсиско Ларго Кабальеро (ноябрь 1936 — май 1937). Он призвал трудящихся к разоружению во время уличных столкновений в Барселоне в мае 1937 года, требуя прекращения огня между сталинистами и их оппонентами — анархистами, троцкистами и ПОУМовцами. Одни сочли его предателем испанских анархистов за его готовность пойти на компромисс с государством, в то время как другие видели его уступки как направленные на сохранение единства действий рабочих и антифашистских организаций перед лицом общего врага — Франсиско Франко.
Гарсиа Оливер покинул правительство в том же месяце, но оставался активным в Барселоне до падения Каталонии в 1939 году. После падения республики он оказался в эмиграции, приняв прибежище во Франции, затем в Швеции и, наконец, в Мексике (где оставался до своей смерти).